# Grandeur et Descendance
Pour plus de détails, voir Fiche technique et Distribution.
Grandeur et Descendance (Splitting Heirs) est un film britannique réalisé par Robert Young, sorti en 1993.

## Synopsis
Tommy est un futur duc anglais, élevé encore bébé dans le château de ses parents. Mais la gouvernante de la maison l'échange avec son propre bébé, Henry, et place Tommy à l'orphelinat. L'enfant, élevé par une famille indienne, finit par apprendre la vérité et entreprend de se venger d'Henry et de sa mère.

## Fiche technique
- Titre original : Splitting Heirs
- Titre français : Grandeur et Descendance
- Réalisation : Robert Young
- Scénario : Eric Idle
- Photographie : Tony Pierce-Roberts
- Musique : Michael Kamen
- Montage : John Jympson
- Pays d'origine : Royaume-Uni
- Genre : comédie noire
- Date de sortie : 1993

## Distribution
- Eric Idle (VF : Bernard Alane) : Tommy Patel
- Rick Moranis (VF : Georges Caudron) : Henry Bullock
- Barbara Hershey (VF : Frédérique Tirmont) : la duchesse Lucinda
- Catherine Zeta-Jones (VF : Dominique Chauby) : Kitty
- John Cleese (VF : Michel Prud'homme) : Maître Raoul P. Shadgrind
- Sadie Frost (VF : Nathalie Spitzer) : Angela
- Stratford Johns (VF : Jean Michaud) : Butler
- William Franklyn (VF : Bernard Dhéran) : M. Andrews
- Brenda Bruce (VF : Arlette Thomas) : Mme Bullock
- Charu Bala Chokshi : Mme Patel
- Richard Huw : Brittle
- David Ross (VF : Vincent Violette) : le sergent Richardson
- Bill Stewart (VF : Denis Boileau) : l'agent d'adoption
- Eric Sykes (VF : René Bériard) : Jobson
- Keith Smith (VF : Roger Crouzet) : le photographe